# Elecciones a las Cortes de Castilla y León de 1983
Les elecciones a las Cortes de Castilla y León de 1983 se celebraron el domingo 8 de mayo de 1983. El 9 de marzo de 1983, el presidente del Consejo General de Castilla y León,  José Manuel García-Verdugo y Candón, previa deliberación del Consejo General de Castilla y León en su reunión del 5 de marzo de 1983, y bajo su exclusiva responsabilidad, decretó la disolución del Pleno del Consejo General regional y la convocatoria de elecciones autonómicas. Este decreto fue publicado en el Boletín Oficial de Castilla y León el día 10 de marzo. Se eligieron los 84 diputados de la i legislatura de las Cortes de Castilla y León mediante un sistema proporcional con listas cerradas correspondientes a 9 circunscripciones provinciales.
Estas elecciones fueron las primeras de la historia celebradas en Castilla y León para elegir su propio parlamento regional e, indirectamente, a su presidente regional.

## Resultados
La candidatura del Partido Socialista Obrero Español (PSOE),  consiguió 42 de los 84 escaños de la cámara, la de la coalición Alianza Popular-Partido Demócrata Popular-Unión Liberal (AP-PDP-UL) 39 escaños, la del Centro Democrático y Social (CDS) 2 escaños y la del Partido Demócrata Liberal (PDL) 1 escaño.
El Partido Socialista Obrero Español y el Partido Demócrata Liberal firmaron un acuerdo de Gobierno que permitió, en primera instancia, que Demetrio Madrid fuese proclamado primer presidente regional democrático de Castilla y León. Tras su dimisión en 1986, se mantuvo la coalición de gobierno de ambos partidos, con José Constantino Nalda de presidente hasta agotar la legislatura.
Resultados generales
| Candidatura                                                                                  | Candidatura                                                                                  | Votos     | %                     | Esc.                  |
| -------------------------------------------------------------------------------------------- | -------------------------------------------------------------------------------------------- | --------- | --------------------- | --------------------- |
|                                                                                              | Partido Socialista Obrero Español (PSOE)                                                     | 608 604   | 44,80                 | 42                    |
|                                                                                              | Alianza Popular-Partido Demócrata Popular-Unión Liberal (AP-PDP-UL)                          | 543 851   | 40,03                 | 39                    |
|                                                                                              | Centro Democrático y Social (CDS)                                                            | 81 741    | 6,02                  | 2                     |
| Partido Comunista de España (PCE)                                                            | Partido Comunista de España (PCE)                                                            | 44 357    | 3,27                  | 0                     |
|                                                                                              | Partido Demócrata Liberal (PDL)                                                              | 37 301    | 2,75                  | 1                     |
| Bloque Agrario y Ruralista Español-Partido Regionalista del País Leonés (BAR-PREPAL)         | Bloque Agrario y Ruralista Español-Partido Regionalista del País Leonés (BAR-PREPAL)         | 26 033    | 1,92                  | 0                     |
| Bloque Agrario Español-Partido Ruralista Español-Agrupación Castellana Popular (BAE-PRE-ACP) | Bloque Agrario Español-Partido Ruralista Español-Agrupación Castellana Popular (BAE-PRE-ACP) | 8365      | 0,62                  | 0                     |
| Partido del Bierzo (PDB)                                                                     | Partido del Bierzo (PDB)                                                                     | 4301      | 0,32                  | 0                     |
| Partido Comunista Obrero Español-Partido Comunista de España Unificado (PCOE-PCEU)           | Partido Comunista Obrero Español-Partido Comunista de España Unificado (PCOE-PCEU)           | 1974      | 0,15                  | 0                     |
| Partido Unidad Comunera Castellana (UCC)                                                     | Partido Unidad Comunera Castellana (UCC)                                                     | 1958      | 0,14                  | 0                     |
| Votos en blanco                                                                              | Votos en blanco                                                                              | 13 103    | 1,0                   | n/a                   |
| Votos válidos                                                                                | Votos válidos                                                                                | 1 371 316 | 100,00                | 84                    |
| Votos nulos                                                                                  | Votos nulos                                                                                  | 20 815    | Participación: 70,0 % | Participación: 70,0 % |
| Votantes                                                                                     | Votantes                                                                                     | 1 392 131 | Participación: 70,0 % | Participación: 70,0 % |
| Electores                                                                                    | Electores                                                                                    | 1 989 993 | Participación: 70,0 % | Participación: 70,0 % |

## Circunscripción
Resultados por circunscripción
| Candidatura | Candidatura | AV                      | AV      | AV      | BU                      | BU      | BU      | LE                      | LE      | LE      | PA                      | PA    | PA  | SA                      | SA    | SA  | SG                      | SG    | SG  | SO                      | SO    | SO  | VA                      | VA    | VA  | ZA                      | ZA    | ZA  |
| Candidatura | Candidatura | Vot.                    | %       | E       | Vot.                    | %       | E       | Vot.                    | %       | E       | Vot.                    | %     | E   | Vot.                    | %     | E   | Vot.                    | %     | E   | Vot.                    | %     | E   | Vot.                    | %     | E   | Vot.                    | %     | E   |
| ----------- | ----------- | ----------------------- | ------- | ------- | ----------------------- | ------- | ------- | ----------------------- | ------- | ------- | ----------------------- | ----- | --- | ----------------------- | ----- | --- | ----------------------- | ----- | --- | ----------------------- | ----- | --- | ----------------------- | ----- | --- | ----------------------- | ----- | --- |
|             | PSOE        | 32 741                  | 31,60   | 2       | 68 290                  | 37,31   | 4       | 124 750                 | 48,30   | 9       | 42 665                  | 41,36 | 3   | 100 399                 | 50,13 | 6   | 33 772                  | 40,38 | 3   | 20 470                  | 39,01 | 2   | 133 801                 | 53,69 | 9   | 51 716                  | 41,44 | 4   |
|             | AP-PDP-UL   | 43 164                  | 41,66   | 3       | 83 772                  | 45,76   | 6       | 91 990                  | 35,62   | 6       | 48 753                  | 47,26 | 4   | 75 792                  | 37,84 | 5   | 38 893                  | 46,50 | 3   | 23 487                  | 44,76 | 3   | 86 633                  | 34,76 | 5   | 51 367                  | 41,16 | 4   |
|             | CDS         | 24 366                  | 23,52   | 2       | 8506                    | 4,65    | 0       | 6177                    | 2,39    | 0       | 5072                    | 4,92  | 0   | 7561                    | 3,78  | 0   | 4862                    | 5,81  | 0   | 4098                    | 7,81  | 0   | 11 800                  | 4,73  | 0   | 9299                    | 7,45  | 0   |
| PCE         | PCE         | 3344                    | 3,23    | 0       | 6821                    | 3,73    | 0       | 8777                    | 3,40    | 0       | 4707                    | 4,56  | 0   | 3554                    | 1,77  | 0   | 2087                    | 2,50  | 0   | 1054                    | 2,01  | 0   | 11 986                  | 4,81  | 0   | 2027                    | 1,62  | 0   |
|             | PDL         | &&&&&&&&&&&&&&00.&&&&-0 |         |         | 14 543                  | 7,94    | 1       | 11 219                  | 4,34    | 0       | &&&&&&&&&&&&&&00.&&&&-0 |       |     | &&&&&&&&&&&&&&00.&&&&-0 |       |     | 4019                    | 4,81  | 0   | &&&&&&&&&&&&&&00.&&&&-0 |       |     | &&&&&&&&&&&&&&00.&&&&-0 |       |     | 7520                    | 6,03  | 0   |
| BAR-PREPAL  | BAR-PREPAL  | &&&&&&&&&&&&&&00.&&&&-0 |         |         | &&&&&&&&&&&&&&00.&&&&-0 |         |         | 11 048                  | 4,28    | 0       | &&&&&&&&&&&&&&00.&&&&-0 |       |     | 12 122                  | 6,05  | 0   | &&&&&&&&&&&&&&00.&&&&-0 |       |     | &&&&&&&&&&&&&&00.&&&&-0 |       |     | &&&&&&&&&&&&&&00.&&&&-0 |       |     | 2863                    | 2,29  | 0   |
| BAE-PRE-ACP | BAE-PRE-ACP | &&&&&&&&&&&&&&00.&&&&-0 |         |         | &&&&&&&&&&&&&&00.&&&&-0 |         |         | &&&&&&&&&&&&&&00.&&&&-0 |         |         | &&&&&&&&&&&&&&00.&&&&-0 |       |     | &&&&&&&&&&&&&&00.&&&&-0 |       |     | &&&&&&&&&&&&&&00.&&&&-0 |       |     | 3359                    | 6,40  | 0   | 5006                    | 2,01  | 0   | &&&&&&&&&&&&&&00.&&&&-0 |       |     |
| PDB         | PDB         | &&&&&&&&&&&&&&00.&&&&-0 |         |         | &&&&&&&&&&&&&&00.&&&&-0 |         |         | 4301                    | 1,67    | 0       | &&&&&&&&&&&&&&00.&&&&-0 |       |     | &&&&&&&&&&&&&&00.&&&&-0 |       |     | &&&&&&&&&&&&&&00.&&&&-0 |       |     | &&&&&&&&&&&&&&00.&&&&-0 |       |     | &&&&&&&&&&&&&&00.&&&&-0 |       |     | &&&&&&&&&&&&&&00.&&&&-0 |       |     |
| PCOE-PCEU   | PCOE-PCEU   | &&&&&&&&&&&&&&00.&&&&-0 |         |         | 1126                    | 0,62    | 0       | &&&&&&&&&&&&&&00.&&&&-0 |         |         | &&&&&&&&&&&&&&00.&&&&-0 |       |     | 848                     | 0,42  | 0   | &&&&&&&&&&&&&&00.&&&&-0 |       |     | &&&&&&&&&&&&&&00.&&&&-0 |       |     | &&&&&&&&&&&&&&00.&&&&-0 |       |     | &&&&&&&&&&&&&&00.&&&&-0 |       |     |
| UCC         | UCC         | &&&&&&&&&&&&&&00.&&&&-0 |         |         | &&&&&&&&&&&&&&00.&&&&-0 |         |         | &&&&&&&&&&&&&&00.&&&&-0 |         |         | 1958                    | 1,90  | 0   | &&&&&&&&&&&&&&00.&&&&-0 |       |     | &&&&&&&&&&&&&&00.&&&&-0 |       |     | &&&&&&&&&&&&&&00.&&&&-0 |       |     | &&&&&&&&&&&&&&00.&&&&-0 |       |     | &&&&&&&&&&&&&&00.&&&&-0 |       |     |
| En blanco   | En blanco   | 788                     | 0,76    | n/a     | 1993                    |         | n/a     | 3095                    |         | n/a     | 839                     |       | n/a | 1513                    |       | n/a | 1314                    |       | n/a | 632                     |       | n/a | 1789                    |       | n/a | 1140                    |       | n/a |
| Válidos     | Válidos     | 103 615                 | 100,0   | 7       | 183 058                 | 100,0   | 11      | 261 357                 | 100,0   | 15      | 103 155                 | 100,0 | 7   | 201 789                 | 100,0 | 11  | 83 633                  | 100,0 | 6   | 53 100                  | 100,0 | 5   | 251 015                 | 100,0 | 14  | 125 932                 | 100,0 | 8   |
| Nulos       | Nulos       | 1386                    |         |         | 3326                    |         |         | 3424                    |         |         | 1296                    |       |     | 2720                    |       |     | 1447                    |       |     | 1138                    |       |     | 4087                    |       |     | 1991                    |       |     |
| Votantes    | Votantes    | 105 789                 | 187 985 | 264 781 | 105 290                 | 204 509 | 86 394  | 54 238                  | 255 102 | 127 923 |                         |       |     |                         |       |     |                         |       |     |                         |       |     |                         |       |     |                         |       |     |
| Electores   | Electores   | 138 655                 | 276 314 | 409 024 | 142 992                 | 280 541 | 115 122 | 80 528                  | 361 312 | 182 761 |                         |       |     |                         |       |     |                         |       |     |                         |       |     |                         |       |     |                         |       |     |

| Provincia de Ávila (7 diputados)                                                                                          |                                          |        |        |         |     |
| Resultados | Candidatura                              | Votos  | %      | Escaños | +/- |
| - Censo: 145.215 - Votantes: 105.789 (72,85%) - Abstención: 39.426 (27,15%) - Blancos: 788 (0,75%) - Nulos: 1.386 (1,31%) | Coalición Popular (AP-PDP-UL)            | 43.164 | 41,34% | 3       | 3   |
| - Censo: 145.215 - Votantes: 105.789 (72,85%) - Abstención: 39.426 (27,15%) - Blancos: 788 (0,75%) - Nulos: 1.386 (1,31%) | Partido Socialista Obrero Español (PSOE) | 32.741 | 31,36% | 2       | 2   |
| - Censo: 145.215 - Votantes: 105.789 (72,85%) - Abstención: 39.426 (27,15%) - Blancos: 788 (0,75%) - Nulos: 1.386 (1,31%) | Centro Democrático y Social (CDS)        | 24.366 | 23,34% | 2       | 2   |

| Provincia de Burgos (11 diputados)                                                                                          |                                          |        |        |         |     |
| Resultados | Candidatura                              | Votos  | %      | Escaños | +/- |
| - Censo: 276.314 - Votantes: 188.377 (68,17%) - Abstención: 87.937 (31,83%) - Blancos: 1.993 (1,08%) - Nulos: 3.326 (1,77%) | Coalición Popular (AP-PDP-UL)            | 83.772 | 45,27% | 6       | 6   |
| - Censo: 276.314 - Votantes: 188.377 (68,17%) - Abstención: 87.937 (31,83%) - Blancos: 1.993 (1,08%) - Nulos: 3.326 (1,77%) | Partido Socialista Obrero Español (PSOE) | 68.290 | 36,9%  | 4       | 4   |
| - Censo: 276.314 - Votantes: 188.377 (68,17%) - Abstención: 87.937 (31,83%) - Blancos: 1.993 (1,08%) - Nulos: 3.326 (1,77%) | Partido Demócrata Liberal (PDL)          | 14.543 | 7,86%  | 1       | 1   |

| Provincia de León (15 diputados)                                                                                             |                                          |         |        |         |     |
| Resultados | Candidatura                              | Votos   | %      | Escaños | +/- |
| - Censo: 409.024 - Votantes: 264.781 (64,73%) - Abstención: 144.243 (35,27%) - Blancos: 3.095 (1,18%) - Nulos: 3.424 (1,29%) | Partido Socialista Obrero Español (PSOE) | 124.750 | 47,73% | 9       | 9   |
| - Censo: 409.024 - Votantes: 264.781 (64,73%) - Abstención: 144.243 (35,27%) - Blancos: 3.095 (1,18%) - Nulos: 3.424 (1,29%) | Coalición Popular (AP-PDP-UL)            | 91.990  | 35,2%  | 6       | 6   |

| Provincia de Palencia (7 diputados)                                                                                       |                                          |        |        |         |     |
| Resultados | Candidatura                              | Votos  | %      | Escaños | +/- |
| - Censo: 142.992 - Votantes: 105.290 (73,63%) - Abstención: 37.702 (26,37%) - Blancos: 839 (0,81%) - Nulos: 1.296 (1,23%) | Coalición Popular (AP-PDP-UL)            | 48.753 | 46,88% | 4       | 4   |
| - Censo: 142.992 - Votantes: 105.290 (73,63%) - Abstención: 37.702 (26,37%) - Blancos: 839 (0,81%) - Nulos: 1.296 (1,23%) | Partido Socialista Obrero Español (PSOE) | 42.655 | 41,03% | 3       | 3   |

| Provincia de Salamanca (11 diputados)                                                                                     |                                          |         |        |         |     |
| Resultados | Candidatura                              | Votos   | %      | Escaños | +/- |
| - Censo: 280.541 - Votantes: 204.509 (72,9%) - Abstención: 76.032 (27,1%) - Blancos: 1.513 (0,75%) - Nulos: 2.720 (1,33%) | Partido Socialista Obrero Español (PSOE) | 100.399 | 49,75% | 6       | 6   |
| - Censo: 280.541 - Votantes: 204.509 (72,9%) - Abstención: 76.032 (27,1%) - Blancos: 1.513 (0,75%) - Nulos: 2.720 (1,33%) | Coalición Popular (AP-PDP-UL)            | 75.792  | 37,56% | 5       | 5   |

| Provincia de Segovia (6 diputados)                                                                                         |                                          |        |        |         |     |
| Resultados | Candidatura                              | Votos  | %      | Escaños | +/- |
| - Censo: 115.122 - Votantes: 86.394 (75,05%) - Abstención: 28.728 (24,95%) - Blancos: 1.314 (1,55%) - Nulos: 1.447 (1,55%) | Coalición Popular (AP-PDP-UL)            | 38.893 | 43,75% | 3       | 3   |
| - Censo: 115.122 - Votantes: 86.394 (75,05%) - Abstención: 28.728 (24,95%) - Blancos: 1.314 (1,55%) - Nulos: 1.447 (1,55%) | Partido Socialista Obrero Español (PSOE) | 33.772 | 39,76% | 3       | 3   |

| Provincia de Soria (5 diputados)                                                                                       |                                          |                        |        |         |     |
| Resultados | Candidatura                              | Votos                  | %      | Escaños | +/- |
| - Censo: 80.528 - Votantes: 54.238 (67,35%) - Abstención: 26.290 (32,65%) - Blancos: 632 (1,19%) - Nulos: 1.138 (2,1%) | Coalición Popular (AP-PDP-UL)            | 23.487[cita requerida] | 44,23% | 3       | 3   |
| - Censo: 80.528 - Votantes: 54.238 (67,35%) - Abstención: 26.290 (32,65%) - Blancos: 632 (1,19%) - Nulos: 1.138 (2,1%) | Partido Socialista Obrero Español (PSOE) | 20.470[cita requerida] | 38,55% | 2       | 2   |

| Provincia de Valladolid (14 diputados)                                                                                    |                                          |         |        |         |     |
| Resultados | Candidatura                              | Votos   | %      | Escaños | +/- |
| - Censo: 361.312 - Votantes: 255.102 (70,6%) - Abstención: 106.210 (29,4%) - Blancos: 1.789 (0,71%) - Nulos: 4.087 (1,6%) | Partido Socialista Obrero Español (PSOE) | 133.801 | 53,3%  | 9       | 9   |
| - Censo: 361.312 - Votantes: 255.102 (70,6%) - Abstención: 106.210 (29,4%) - Blancos: 1.789 (0,71%) - Nulos: 4.087 (1,6%) | Coalición Popular (AP-PDP-UL)            | 86.633  | 34,51% | 5       | 5   |

| Provincia de Zamora (8 diputados)                                                                                           |                                          |        |        |         |     |
| Resultados | Candidatura                              | Votos  | %      | Escaños | +/- |
| - Censo: 182.761 - Votantes: 127.923 (69,99%) - Abstención: 54.838 (30,01%) - Blancos: 1.140 (0,91%) - Nulos: 1.991 (1,56%) | Partido Socialista Obrero Español (PSOE) | 51.716 | 41,07% | 4       | 4   |
| - Censo: 182.761 - Votantes: 127.923 (69,99%) - Abstención: 54.838 (30,01%) - Blancos: 1.140 (0,91%) - Nulos: 1.991 (1,56%) | Coalición Popular (AP-PDP-UL)            | 51.367 | 40,79% | 4       | 4   |

## Diputados electos
Relación de diputados proclamados electos.
| N.º        | Nombre                            | Lista | Lista     |
| ---------- | --------------------------------- | ----- | --------- |
| Ávila      |                                   |       |           |
| 1          | Vicente Bosque Hita               |       | AP-PDP-UL |
| 2          | Juan Antonio Lorenzo Martín       |       | PSOE      |
| 3          | Daniel de Fernando Alonso         |       | CDS       |
| 4          | Francisco Senovilla Callejo       |       | AP-PDP-UL |
| 5          | Gregorio García Antonio           |       | PSOE      |
| 6          | Ricardo Saborit Martínez          |       | AP-PDP-UL |
| 7          | Juan Manuel Bernández Hernández   |       | CDS       |
| Burgos     |                                   |       |           |
| 1          | Fernando Redondo Berdugo          |       | AP-PDP-UL |
| 2          | Octavio Granado Martínez          |       | PSOE      |
| 3          | Juan Carlos Elorza Guinea         |       | AP-PDP-UL |
| 4          | Daniel de la Iglesia Gil          |       | PSOE      |
| 5          | Álvaro Renedo Sedano              |       | AP-PDP-UL |
| 6          | Julián Simón de la Torre          |       | PSOE      |
| 7          | Manuel Junco Petrement            |       | AP-PDP-UL |
| 8          | Leopoldo Quevedo Rojo             |       | PSOE      |
| 9          | Juan Carlos Aparicio Pérez        |       | AP-PDP-UL |
| 10         | Francisco Montoya Ramos           |       | PDL       |
| 10         | Luis Leivar Cámara                |       | AP-PDP-UL |
| León       |                                   |       |           |
| 1          | Celso López Gavela                |       | PSOE      |
| 2          | José Eguiagaray Martínez          |       | AP-PDP-UL |
| 3          | Gregorio Pérez de Lera            |       | PSOE      |
| 4          | Victoriano Simón Ricart           |       | AP-PDP-UL |
| 5          | Manuel López Rodríguez            |       | PSOE      |
| 6          | Gerardo García Machado            |       | PSOE      |
| 7          | Alfonso Prieto Prieto             |       | AP-PDP-UL |
| 8          | Manuel Cabezas Esteban            |       | PSOE      |
| 9          | Alfredo Marcos Oteruelo           |       | AP-PDP-UL |
| 10         | Juan Fernández Vacas              |       | PSOE      |
| 12         | Santiago Cordero de la Cruz       |       | AP-PDP-UL |
| 13         | Virgilio Buiza Diez               |       | PSOE      |
| 14         | Antonio Natal Álvarez             |       | PSOE      |
| 15         | Saturnino Celso Ares Martín       |       | AP-PDP-UL |
| 16         | Concepción Puente González        |       | PSOE      |
| Palencia   |                                   |       |           |
| 1          | Antonio Enrique Martín Beaumont   |       | AP-PDP-UL |
| 2          | Laurentino Fernández Merino       |       | PSOE      |
| 3          | Antonio Luis Criado Escribano     |       | AP-PDP-UL |
| 4          | José Luis Varillas Asenjo         |       | PSOE      |
| 5          | José Luis Alonso Almodóvar        |       | AP-PDP-UL |
| 6          | José Maíso González               |       | PSOE      |
| 7          | Fidel Fernández Merino            |       | AP-PDP-UL |
| Salamanca  |                                   |       |           |
| 1          | Jesús Málaga Guerrero             |       | PSOE      |
| 2          | Fernando Gil Nieto                |       | AP-PDP-UL |
| 3          | Juan Belén Cela Martín            |       | PSOE      |
| 4          | Julio Rodríguez Villanueva        |       | AP-PDP-UL |
| 5          | José Luis González Marcos         |       | PSOE      |
| 6          | Manuel Estella Hoyos              |       | AP-PDP-UL |
| 7          | José Castro Rabadán               |       | PSOE      |
| 8          | José Nieto Noya                   |       | AP-PDP-UL |
| 9          | Pascual Sánchez Íñigo             |       | PSOE      |
| 10         | Vicente Jiménéz Dávila            |       | AP-PDP-UL |
| 11         | Andrés Sainz Muñoz                |       | PSOE      |
| Segovia    |                                   |       |           |
| 1          | Pedro Antonio Hernández Escorial  |       | AP-PDP-UL |
| 2          | Isalas Herrero Sanz               |       | PSOE      |
| 3          | Atilano Soto Rábanos              |       | AP-PDP-UL |
| 4          | Jesús Santiago Bravo Solana       |       | PSOE      |
| 5          | Agapito Torrego Cuerdo            |       | AP-PDP-UL |
| 6          | Ángel Fernando Gargía Cantalejo   |       | PSOE      |
| Soria      |                                   |       |           |
| 1          | José Ángel Villaverde Cabezudo    |       | AP-PDP-UL |
| 2          | Lorenzo Lorenzo Lerma             |       | PSOE      |
| 3          | Jesús María Posada Moreno         |       | AP-PDP-UL |
| 4          | Juan Ignacio de Blas Guerrero     |       | PSOE      |
| 5          | Francisco José Alonso Rodríguez   |       | AP-PDP-UL |
| Valladolid |                                   |       |           |
| 1          | José Constantino Nalda García     |       | PSOE      |
| 2          | Santiago López Valdivielso        |       | AP-PDP-UL |
| 3          | Tomás Manuel Rodríguez Bolaños    |       | PSOE      |
| 4          | Dionisio Llamazares Fernández     |       | PSOE      |
| 5          | José Luis Sainz García            |       | AP-PDP-UL |
| 6          | Jesús Quijano González            |       | PSOE      |
| 7          | Manuel Fuentes Hernández          |       | AP-PDP-UL |
| 8          | Fernando Valdés Dal-Ré            |       | PSOE      |
| 9          | Francisco Javier Paniagua Íñiguez |       | PSOE      |
| 10         | Pablo Félix Caballero Montoya     |       | AP-PDP-UL |
| 11         | María del Rosario Peñalva Araujo  |       | PSOE      |
| 12         | Marcelo Morchón González          |       | AP-PDP-UL |
| 13         | Fernando Tomillo Guirao           |       | PSOE      |
| 14         | Francisco Javier Vela Santamaría  |       | PSOE      |
| Zamora     |                                   |       |           |
| 1          | Demetrio Madrid López             |       | PSOE      |
| 2          | Francisco Javier Carbajo Otero    |       | AP-PDP-UL |
| 3          | Jesús Pedrero Alonso              |       | PSOE      |
| 4          | Juan Seisdedos Robles             |       | AP-PDP-UL |
| 5          | Emilio Bruña Holguín              |       | PSOE      |
| 6          | Serafín Olea Losa                 |       | AP-PDP-UL |
| 7          | Francisco López Chillón           |       | PSOE      |
| 8          | Modesto Alonso Pelayo             |       | AP-PDP-UL |

## Investidura del Presidente de la Junta
El 21 de mayo de 1983, en Tordesillas, se constituyeron las primeras Cortes de Castilla y León. El primer presidente de las Cortes fue el socialista Dionisio Llamazares y el primer Presidente de la Junta de Castilla y León fue Demetrio Madrid López, del PSOE. Demetrio Madrid López tomó posesión de su cargo el 3 de junio de 1983 ante el ministro de Administración Territorial, Tomás de la Quadra-Salcedo.
En 1986, Demetrio Madrid dimitió de su cargo y fue sustituido por el también socialista José Constantino Nalda García.
Durante toda la legislatura hubo un gobierno de coalición del Partido Socialista Obrero Español y del Partido Demócrata Liberal.
Las votaciones para la investidura del Presidente de la Junta en las Cortes de Castilla y León tuvieron el siguiente resultado:
| Candidato              | Fecha                                                  | Voto       |    |    |   |   | Total |
| ---------------------- | ------------------------------------------------------ | ---------- | -- | -- | - | - | ----- |
| Demetrio Madrid (PSOE) | 23 de mayo de 1983 Mayoría requerida: Absoluta (43/84) | Sí         | 42 |    |   |   | 42/84 |
| Demetrio Madrid (PSOE) | 23 de mayo de 1983 Mayoría requerida: Absoluta (43/84) | No         |    | 39 |   |   | 39/84 |
| Demetrio Madrid (PSOE) | 23 de mayo de 1983 Mayoría requerida: Absoluta (43/84) | Abstención |    |    | 2 | 1 | 3/84  |
| Demetrio Madrid (PSOE) | 23 de mayo de 1983 Mayoría requerida: Simple           | Sí         | 42 |    |   |   | 42/84 |
| Demetrio Madrid (PSOE) | 23 de mayo de 1983 Mayoría requerida: Simple           | No         |    | 39 |   |   | 39/84 |
| Demetrio Madrid (PSOE) | 23 de mayo de 1983 Mayoría requerida: Simple           | Abstención |    |    | 2 | 1 | 3/84  |

| Candidato                                 | Fecha                                                       | Voto       |    |    |   | PANCAL | Ind. | Total |
| ----------------------------------------- | ----------------------------------------------------------- | ---------- | -- | -- | - | ------ | ---- | ----- |
| José Constantino Nalda (PSOE)             | 14 de noviembre de 1986 Mayoría requerida: Absoluta (43/84) | Sí         | 41 |    |   |        | 2    | 43/84 |
| José Constantino Nalda (PSOE)             | 14 de noviembre de 1986 Mayoría requerida: Absoluta (43/84) | No         |    | 36 | 1 |        | 2    | 39/84 |
| José Constantino Nalda (PSOE)             | 14 de noviembre de 1986 Mayoría requerida: Absoluta (43/84) | Abstención |    |    |   | 1      |      | 1/84  |
| Faltó a la votación un diputado del PSOE. |                                                             |            |    |    |   |        |      |       |